# Aidia auriculata
Aidia auriculata är en måreväxtart som först beskrevs av Nathaniel Wallich, och fick sitt nu gällande namn av Colin Ernest Ridsdale. Aidia auriculata ingår i släktet Aidia och familjen måreväxter.

## Underarter
Arten delas in i följande underarter:
- A. a. auriculata
- A. a. indigiriensis